# فاطمه حسنی سعدی
فاطمه حسنی سعدی (زاده ‎۲۰ آذر ۱۳۷۳) بازیکن کرمانی تیم ملی والیبال زنان ایران است. وی سابقه بازی در تیم‌های سایپا و پیکان تهران و همچنین قهرمانی در لیگ برتر ایران را نیز دارد. وی در رده‌های سنی پایینتر نیز بازیکن تیم ملی بوده است. وی در سال ۱۳۹۰ به همراه تیم دانش آموزی ایران در کشور ویتنام به مقام سومی رسید که اولین مدال آسیایی زنان ایران در رشته والیبال بعد از انقلاب ۱۳۵۷ بوده است.

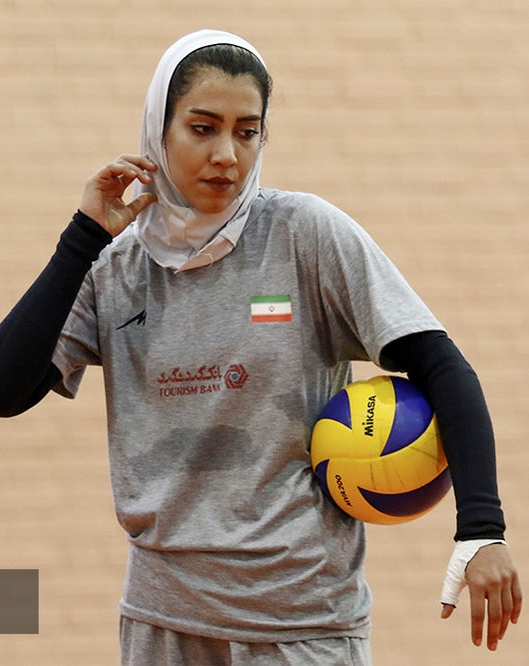
فاطمه در تمرینات تیم ملی والیبال زنان ایران در سال ۲۰۱۹.

وی خانواده کاملاً ورزشی دارد و همسر او  سعید غلامعلی‌بیگی برای تیم فوتبال نساجی مازندران بازی می کند. او در حال حاضر برای تیم والیبال زنان سپاهان اصفهان کار خود را دنبال کند.

## افتخارات ورزشی
لیگ برتر والیبال کشور:
- قهرمانی: لیگ ۱۳۹۸ (سایپا)
- نایب قهرمانی: لیگ ۱۳۹۷ (پیکان تهران)[۷][۴][۸]